# François Janvier
Pour les articles homonymes, voir Janvier (homonymie).
Le père François Janvier est un poète français du XVIIIe siècle. Il fut professeur de philosophie à l'abbaye de Château-l'Hermitage (en 1729) et chanoine de Saint-Symphorien d'Autun. Il est connu pour avoir publié  en 1742 un poème français Sur la Conversation, imité de l’Ars confabulandi du P. Tarillon, jésuite.
Quinze ans plus tard, un nommé Cadot publia sous son nom, et sous le titre de l’Art de converser (Paris, 1757), ce poème qu'il croyait oublié et auquel il se borna à changer seulement une vingtaine de vers. Cet audacieux plagiat a été révélé dans la revue la Décade le 11 avril 1807. Delille a profité de l'ouvrage de Janvier dans son poème de la Conversation.

## Œuvres
- Reverendissimo patri Gabrieli de Riberolles, canonicorum regularium Congregationis Gallicanae praeposito generali meritissimo, necnon regalis abbatiae Sanctae Genovefae Parisiensis abbati illustrissimo. Theses philosophicas vovet. 1729
- Vie de M. Gilles Marie, curé de Saint Saturnin de Chartres. Chartres, Besnard, 1736.
- Éloge du thé. [Autun?], s.n., 1742.
- La Conservation ou l'Art de converser. Autun, Lamber, 1742.* L'Art de converser, plagiat de Cadot

## Sources
- Notices d'autorité :   - VIAF
  - ISNI
  - BnF (données)
  - IdRef
- Grand Dictionnaire universel du XIXe siècle

Cet article comprend des extraits du Dictionnaire Bouillet. Il est possible de supprimer cette indication, si le texte reflète le savoir actuel sur ce thème, si les sources sont citées, s'il satisfait aux exigences linguistiques actuelles et s'il ne contient pas de propos qui vont à l'encontre des règles de neutralité de Wikipédia.